# Cryptodus grossipes
Cryptodus grossipes är en skalbaggsart som beskrevs av Leon Fairmaire 1877. Cryptodus grossipes ingår i släktet Cryptodus och familjen Dynastidae. Inga underarter finns listade i Catalogue of Life.